# Cash flow matching
Cashflow matching è un processo di copertura degli squilibri finanziari multiperiodo. Consiste nel far corrispondere (tecnicamente immunizzare) ogni  uscita di cassa attesa - la maturity - (usi di risorse) con entrate di cassa (fonti di risorse) tali da fornire copertura finanziaria per ciascuna maturity.
Si attua partendo dall'impegno di cassa più distante nel tempo e si ricercano le fonti per la sua copertura, lavorando così a ritroso per ciascuna uscita di cassa.
Tramite questo esercizio la società emetterà ( o ricercherà) strumenti di finanziamento per fare fronte ad impegni programmati e, viceversa, ricerchera' impegni per la cassa generata in ciascun periodo.
Matematicamente essa è rappresentabile dalla equazione
{\displaystyle {\sum _{i=N}^{1}CF(+)_{i}+CF(-)_{i}}=0}
dove per ciascuna coppia 
{\displaystyle CF(+)_{i}+CF(-)_{i}=0}